# كيمياء دوائية

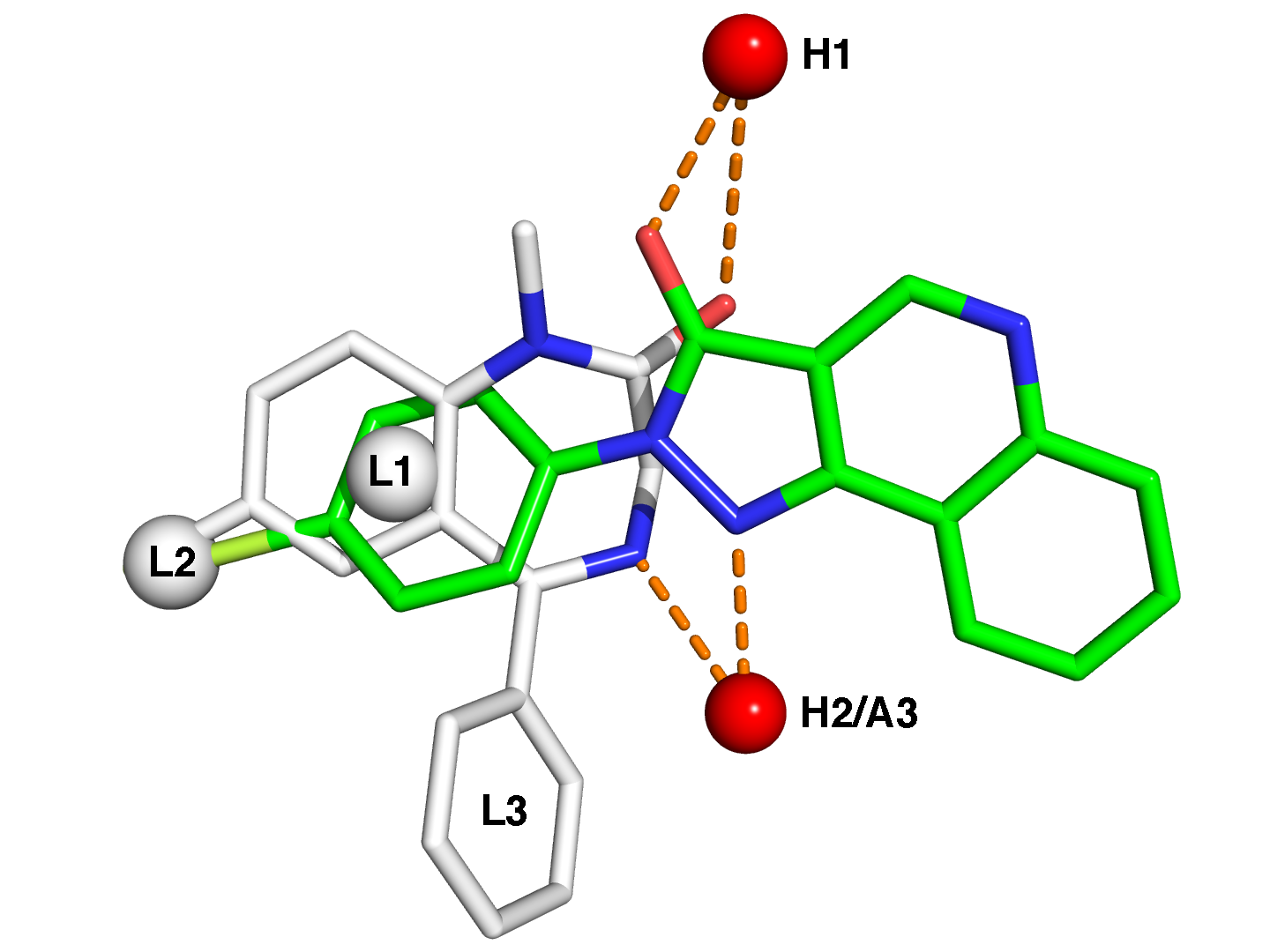

الكيمياء الصيدلانية أو الكيمياء الدوائية تخصص علمي يجمع بين الكيمياء والصيدلة بهدف تصميم المركبات الدوائية الجديدة وتطويرها. أو بالاصح يجمع بين الصيدلة والكيمياء العضوية. تقوم الكيمياء الصيدلية بتمييز وتصنيع وتطوير المركبات الكيميائية الجديدة لتناسب الاستخدامات العلاجية : بمعنى زيادة التأثير العلاجي لها وإنقاص الآثار الجانبية. من أجل ذلك تستخدم الكثير من التقنيات الكيميائية والتقنية وأيضا تطبيقات الكيمياء الحاسوبية الجديدة لدراسة الأدوية المستخدمة وتأثيراتها الحيوية، من أهم هذه التقنيات : علاقة البنية-تأثير (سار) وعلاقة بنية-تأثير الكمية (كيوسار).
المركبات التي تستخدم كأدوية تكون في العادة مركبات عضوية, والتي تقسم إلى جزيئات عضوية صغيرة مثل اتورفاستاتين (atorvastatin), كلوبيدوغريل (clopidogrel), ومواد بيولوجية مثل انفليكسيماب (infliximab), إنسولين (insulin).
تحديدا, الكيمياء الدوائية تركز على الجزيئات العضوية الصغيرة, وبعض جوانب النواتج الطبيعية, والكيمياء الحيوية, وعلم الإنزيمات, وتهدف إلى اكتشاف وتطوير الأدوية في هذه المجالات.

## الكيمياء الدوائية على الطريق لاكتشاف الأدوية
بنية-تأثير الكمية (كيوسار).
وهي فرع من الكيمياء يدرس المركبات الدوائية وخواصها كما يدرس طرق معايرتها وتحديد ذاتيتها تنقسم لفرع عضوي وقسم لا عضوي. ان الكتب المرجعية لهذا العلم يجب أن تتضمن تصنيفا شاملا للاعداد الهائلة من الأدوية المتوفرة في السوق التجارية بحسب زمر فارماكوجية أو كيميائية تبرز ما يطلق عليه علاقة البنية-التأثير لأفراد كل زمرة بعينها ويجب أن توفر هذه المراجع معلومات مثل الخواص الفيزيائية والكيميائية والاستعمال والتاثيرات الجانبية والمقدار الدوائي وفيما عدا هذه المعلومات ثمة اختلافات واسعة بين كل كتاب مرجعي وأخر في مجال الكيمياء الصيدلية إذ ان بعضها يذهب إلى الاهتمام بدراسة الأدوية من حيث الانحلال والارتباط بالبروتينات والامتصاص والأطراح وبعضها يذهب إلى الاهتمام بدراسة الطرق التحليلية لهذه الادوية
وقد اختلفت النظرة إلى الكيمياء الصيدلية بأختلاف التوجهات الحديثة في تدريس الصيدلة وأول هذه التوجهات انطلقت من مفهوم الاهتمام بالدواء إلى الاهتمام بمصير الدواء لدى المريض إلى الاهتمام بدواء الحالة السريرية إلى الاهتمام بتخليق وتصنيع الدواء من منشأ بيولوجي.وغيرها من التوجهات التي تعتمدها مدارس الصيدلة في مختلف أنحاء العالم

### الاكتشاف
مرحلة الاكتشاف هي المرحلة التي يتم فيها التعرف على المركبات الكيمائية الجديدة الفعالة وتسمى «مشاهدات». ويتم اكتشافها أثناء استخدام أدوية موجودة مسبقا لأغراض علاجية لأمراض مختلفة, وعن طريق مشاهدة تأثير حيوي لمادة طبيعية جديدة أو موجودة مسبقا مستخلصة من بكتيريا أو فطريات أو نباتات.

### من المشاهدات إلى المركبات الأم
المزيد من التحاليل الكيميائية تكون مطلوبة, أولا لتحديد وفرز المركبات التي لديها علاقة جيدة بين التركيب والنشاط (SAR) ولديها مميزات كيميائية ترشحها لمزيد من التطوير في المستقبل, ثم تحسين ما تبقى من المشاهدات لتوافق النشاط الأساسي المطلوب من هذه الأدوية, وتحسين الخصائص الفيزيائية والكيميائية حتى تكون هذه المركبات مفيدة عندما تعطى لمرضى حقيقيين. يمكن للتعديلات الكيميائية أن توضح مدى قابلية المركب للارتباط مع مستقبله داخل الجسم, ويمكن لها أن تحسن الخصائص الفيزيائية والكيميائية للمركب مما يحسن حركية الدواء داخل الجسم, وتوضح سمية الدواء مثل (ثباتية الدواء تجاه أيض الجسم له, خلوه من آثار سمية على الكبد والقلب وغيرها) حتى تكون هذه المركبات مناسبة للتجربة على الحيوانات والبشر.

### العملية الكيميائية والتطوير
الخطوة القادمة في عملية التصنيع تتضمن إنتاج مركبات بكميات وجودة كبيرة تسمح بإجراء تجارب على مستوى كبير على الحيوانات والبشر. هذا يتطلب تحسين طريقة تصنيع الدواء لتتناسب مع الإنتاج على مستوى كبير مثل الذي يكون في المصانع, وتحديد أفضل شكل صيدلاني لهذا الدواء. الكيمياء التصنيعية المتخصصة في الكيمياء الدوائية والتي تهدف إلى تكييف وتطويع طرق صنع الدواء لتتناسب مع الإنتاج الصناعي الكبير لـ 100 كيلوجرام أو أكثر تسمى العملية التصنيعية.

## التدريب في الكيمياء الدوائية
علم الكيمياء الدوائية بطبيعته علم متعدد التخصصات, والمتخصصون فيه لديهم خلفية قوية في الكيمياء العضوية, والتي يجب أن تربط بمفاهيم حيوية واسعة تخص أهداف الأدوية على مستوى الخلية. أغلب أنظمة التدريب تتضمن دراسة سنتين زمالة بعد الحصول على الدكتوراه (Ph.D) في الكيمياء. لكن توجد أيضا فرص للتوظيف لحاملي درجة الماجستير في مجالات الصناعة الصيدلية. وعلى مستوى الماجستير والدكتوراه هناك فرص للعمل في المجال الأكاديمي.
برامج الدراسات العليا في الكيمياء الدوائية تكون موجودة غالبا في كليات الصيدلة وبعض أقسام الكيمياء.
أغلب العاملين الحديثين في مجال الكيمياء الدوائية خصوصا في الولايات المتحدة الأمريكية, لم يتلقوا تدريبا رسميا في هذا المجال, لكنهم يتلقون الخلفية المطلوبة في الكيمياء الدوائية وفي علم الأدوية بعد التوظيف في الشركات الدوائية.

## اقرأ أيضًا
- تصميم دواء
- الرعاية الصيدلية
- الصناعة الصيدلية
- علم العقاقير

## وصلات خارجية
- American Chemical Society Division of Medicinal Chemistry
- European Federation for Medicinal Chemistry
- A guide to drug discovery: The role of the medicinal chemist in drug discovery — then and now, an article published in Nature Reviews Drug Discovery that gives a historical perspective of the field and insight to future directions
- Find here the medicinal chemistry summary of the pharmaceutical drug discovery patent

### المجلات العلمية
- MedChemComm (MedChemComm Home page)
- Future Medicinal Chemistry
- Chemmedchem (ChemMedChem current issue page)
- Journal of Medicinal Chemistry (table of contents)
- ACS Medicinal Chemistry Letters (table of contents)
- Current Medicinal Chemistry
- European Journal of Medicinal Chemistry (table of contents)